# أندرسون روفين أبوت
أندرسون روفين أبوت (بالإنجليزية: Anderson Ruffin Abbott) ـ (7 أبريل 1837 ـ 29 ديسمبر 1913) هو أول كندي أسود يُرخص له بمزاولة مهنة الطب. كان واحدًا من ثلاثة عشر جراحًا أسود شاركوا في الحرب الأهلية الأمريكية، وقد أثمر ذلك عن صداقة جمعت بينه وبين الرئيس لينكولن، بلغ من مداها بعد اغتيال لينكولن أن أهدته ماري تود لينكولن ـ زوجة الرئيس ـ الشال المنقوش الذي ارتداه الرئيس سنة 1861 أثناء حفل تنصيبه الأول.